# Бёрджес, Уильям
Уильям Бёрджес (англ. William Burges; 2 декабря 1827, Лондон — 20 апреля 1881, Кенсингтон и Челси, Большой Лондон) — английский архитектор, реставратор и художник-декоратор периода историзма викторианской эпохи, он отстранялся от индустриализации девятнадцатого века и стремился восстановить утопические архитектурные и социальные ценности средневековой Англии. Бёрджес был участником движения «готического возрождения», сочетавший в своих работах стиль английской средневековой архитектуры, французской готики и элементы японского искусства. Друг и единомышленник Э. У. Годвина. Его работы перекликаются с произведениями прерафаэлитов и предвещают эстетику «искусств и ремёсел» У. Морриса.

## Биография
Уильям Бёрджес родился 2 декабря 1827 года в семье Альфреда Бёрджеса (1796—1886), богатого инженера-строителя. Альфред накопил значительное состояние, которое позволило его сыну посвятить себя изучению архитектуры, не требуя от него заработка на жизнь.
В 1839 году Бёрджес поступил в школу Королевского колледжа в Лондоне, чтобы изучать инженерное дело, среди его современников были Данте Габриэль Россетти и Уильям Майкл Россетти. В 1844 году он присоединился к проектному бюро Эдварда Блора, в то время геодезиста Вестминстерского аббатства. Блор был признанным архитектором, работавшим как на Вильгельма IV, так и на королеву Викторию, и снискал репутацию сторонника идеи «готического возрождения». В 1848 или 1849 году Бёрджес переехал в контору Мэтью Дигби Уайетта, который был таким же выдающимся архитектором, как и Блор, о чём свидетельствует его видная роль в руководстве Всемирной выставкой 1851 года в Лондоне.
В этот период он также работал над рисунками средневековых изделий из металла для книги Уайетта «Работа по металлу» (Metalwork), опубликованной в 1852 году, и помогал Генри Клаттону с иллюстрациями к его произведениям.
Не менее важное значение для последующей карьеры Бёрджеса имели его путешествия. Бёрджес считал, что все архитекторы должны путешествовать, отмечая, что «абсолютно необходимо увидеть, как различные проблемы искусства решались в разные эпохи разными людьми». Голландия, Швейцария, Германия, Испания, Италия, Греция и, наконец, Турция. В общей сложности он провел за границей около восемнадцати месяцев, развивая свои навыки и знания, делая записи и зарисовки. То, что он увидел и нарисовал, стало хранилищем идей, которые он использовал в своём дальнейшем творчестве.
В 1856 году создал собственную архитектурную компанию и в том же году выиграл первую премию на конкурсе проектов по возведению собора в Лилле, Франция (в итоге так и не построенного). К началу 1860-х годов уже был известным архитектором — по его проектам были, в частности, построены собор в Брисбене, Австралия (1859), и церковь Святого Финбарра в Корке, Ирландия (1862).
В 1860 году Бёрджес был избран в Королевский институт британских архитекторов (RIBA), в 1862 году он был назначен в его совет, а в 1863 году избран в Общество иностранных архитектурных книг, FABS, которое включало элиту RIBA и ограничивалось пятнадцатью членами. Он стал членом Клуба Атенеум в 1874 году, был членом Клуба искусств, Средневекового общества, состоял ассоциированным членом Королевской академии.
В 1865 году Уильям Бёрджес возглавил масштабные работы по реставрации замка в Кардиффе, принадлежащего его другу маркизу Бьюту; в 1875—1881 годах возглавил аналогичные работы в замке Кох.К числу наиболее известных его работ относятся собственный дом архитектора Тауэр-Хаус в Лондоне (1875—1881) и [[Тринити-колледж (Коннектикут) |Тринити-Колледж в Хартфорде, штат Коннектикут, США (1873). К середине XX века многие здания, возведённые по его проектам, были снесены или перестроены.
Бёрджес никогда не был женат, современники считали его эксцентричным, непредсказуемым. Он был невзрачным физически, низкорослым, толстым и близоруким, на него делали карикатуры и описывали как «уродливого Бёрджеса» (ugly Burges). Но какими бы ни были его физические недостатки, его личность, образованность и его чувство юмора были привлекательны и заразительны. Дж. М. Крук отмечал, что «круг его друзей [охватывал] всю гамму прерафаэлитского Лондона».
Бёрджес был фанатичным коллекционером, особенно рисунков и изделий из металла. Он также был масоном, членом той же лондонской ложи, что и его коллега-архитектор Уильям Иден Несфилд. Во время гастролей в Кардиффе он простудился и вернулся в Лондон полупарализованный, где пролежал, умирая около трёх недель. Бёрджес скончался в возрасте пятидесяти трёх лет в своей кровати в Тауэр-хаусе 20 апреля 1881 года. Среди его последних посетителей были Оскар Уайльд и Джеймс Уистлер. Он был похоронен в гробнице, которую спроектировал для своей матери в Вест-Норвуде, Лондон. «[Он был] самым ярким представителем высокой викторианской мечты. Пьюджин задумал эту мечту; Россетти и Бёрн-Джонс нарисовали её; Теннисон воспевал её славу; Рёскин и Моррис сформулировали её философию; но только Бёрджес построил её».
- Замок Кардифф (реконструкция). 1869. Уэльс
- Проект курительной комнаты замка Кардифф
- Церковь Святой Девы Марии. Стадли, Уорикшир
- Собственный дом: Тауэр-Хаус. 1875—1881. Лондон
- Кабинет. Тауэр-Хаус
- Ратуша в Довере, графство Кент
- Собор Св. Фин Барра. Корк, Ирландия
- Креденца (церковный шкаф). 1859
- “Умывальник Нарцисса”
- “Зодиак-сеттл”
- Собственная кровать. 1867
- Книжный шкаф. 1867. Манчестер
- Кабинет